# Gianmaria Bruni
Gianmaria Bruni (* 30. květen 1981, Řím) je italský pilot formule 1.
Gianmaria Bruni začínal na motokárách ve věku 10 let a od počátku patřil mezi nejlepší. Ve čtrnácti skončil třetí na mistrovství Evropy. Rok 1997 odstartoval Bruniho kariéru automobilového závodníka, když se zúčastnil Formule Campus při testování před novou sezónou. Rok 1998 přinesl Brunimu titul italského šampiona Formule Campus. Tento úspěch mu zajistil účast na Mistrovství Evropy Formule Renault 2000 v následujícím roce. Společně s týmem JD Motosport se Bruni okamžitě prodral mezi nejlepší. Série závodu začala v Silverstone, kde Bruni skončil po havárii. Následující závod v Jaramě přinesl první úspěch – třetí místo, další čtyři závody byly již plně v rukou Bruniho, ve všech vítězí a zajistil si tak titul mistra Evropy. Boloňský časopis Autospirit mu udělil titul stříbrné přilby pro nejnadanějšího pilota roku. V letech 2000–2001 byl účastníkem britské série Formule 3 a mezi jeho soupeře patřili Antonio Pizzonia a Takuma Sató. V letech 2002–2003 se zúčastnil Euro série Formule 3000 a koncem roku 2003 se stal testovacím jezdcem týmu Minardi ve Formuli 1. Následující rok se již stal pilotem v celém ročníku mistrovství světa Formule 1. Pro rok 2005 podepsal smlouvu s týmem Coloni pro nově vzniklou sérii GP2.

## Kompletní výsledky
| Legenda k tabulce | Legenda k tabulce                                                                       |
| Barva             | Výsledek                                                                                |
| ----------------- | --------------------------------------------------------------------------------------- |
| Zlatá             | Vítěz                                                                                   |
| Stříbrná          | 2. místo                                                                                |
| Bronzová          | 3. místo                                                                                |
| Zelená            | Bodované umístění                                                                       |
| Modrá             | Nebodované umístění                                                                     |
| Modrá             | Dokončil neklasifikován (NC)                                                            |
| Fialová           | Odstoupil (Ret)                                                                         |
| Červená           | Nekvalifikoval se (DNQ)                                                                 |
| Červená           | Nepředkvalifikoval se (DNPQ)                                                            |
| Černá             | Diskvalifikován (DSQ)                                                                   |
| Bílá              | Nestartoval (DNS)                                                                       |
| Bílá              | Závod zrušen (C)                                                                        |
| Světle modrá      | Pouze trénoval (PO)                                                                     |
| Světle modrá      | Páteční testovací jezdec (TD)                                                           |
| Bez barvy         | Netrénoval (DNP)                                                                        |
| Bez barvy         | Vyřazen (EX)                                                                            |
| Bez barvy         | Nepřijel (DNA)                                                                          |
| Bez barvy         | Odvolal účast (WD)                                                                      |
| Bez barvy         | Nezúčastnil se (prázdné)                                                                |
| Označení          | Význam                                                                                  |
| Tučnost           | Pole position                                                                           |
| Kurzíva           | Nejrychlejší kolo                                                                       |
| †                 | Jezdec nedojel do cíle, ale byl klasifikován, protože odjel více než 90 % délky závodu. |
| ‡                 | Byl udělován poloviční počet bodů, protože bylo odjeto méně než 75 % délky závodu.      |
| Horní index       | Umístění bodujících jezdců ve sprintu                                                   |

### Formule 1
| Rok  | Tým                       | Šasi          | Motor        | 1      | 2      | 3      | 4       | 5       | 6       | 7      | 8       | 9       | 10      | 11     | 12     | 13     | 14      | 15      | 16      | 17     | 18     | Body | Umístění  |
| ---- | ------------------------- | ------------- | ------------ | ------ | ------ | ------ | ------- | ------- | ------- | ------ | ------- | ------- | ------- | ------ | ------ | ------ | ------- | ------- | ------- | ------ | ------ | ---- | --------- |
| 2003 | European Minardi Cosworth | Minardi PS03  | Cosworth V10 | AUS    | MAL    | BRA    | SMR     | ESP     | AUT     | MON    | CAN     | EUR     | FRA     | GBR    | GER TD | HUN TD | ITA TD  | USA TD  | JPN TD  |        |        | –    | –         |
| 2004 | Minardi Cosworth          | Minardi PS04B | Cosworth V10 | AUS NC | MAL 14 | BHR 17 | SMR Ret | ESP Ret | MON Ret | EUR 14 | CAN Ret | USA Ret | FRA 18† | GBR 16 | GER 17 | HUN 14 | BEL Ret | ITA Ret | CHN Ret | JPN 16 | BRA 17 | 0    | 25. místo |

### GP2 Series
| Rok  | Tým               | 1         | 2         | 3         | 4           | 5           | 6          | 7           | 8          | 9           | 10          | 11         | 12          | 13          | 14         | 15        | 16          | 17        | 18          | 19         | 20          | 21         | 22          | 23         | Body | Umístění  |
| ---- | ----------------- | --------- | --------- | --------- | ----------- | ----------- | ---------- | ----------- | ---------- | ----------- | ----------- | ---------- | ----------- | ----------- | ---------- | --------- | ----------- | --------- | ----------- | ---------- | ----------- | ---------- | ----------- | ---------- | ---- | --------- |
| 2005 | Coloni Motorsport | IMO FEA 4 | IMO SPR 4 | CAT FEA 1 | CAT SPR Ret | MON FEA 2   | NÜR FEA 8  | NÜR SPR Ret | MAG FEA 18 | MAG SPR 11  | SIL FEA 7   | SIL SPR 11 | HOC FEA NC  | HOC SPR 14  | HUN FEA 10 | HUN SPR 8 | IST FEA Ret | IST SPR 9 | MNZ FEA     | MNZ SPR    |             |            |             |            | 35   | 10. místo |
| 2005 | Durango           |           |           |           |             |             |            |             |            |             |             |            |             |             |            |           |             |           |             |            | SPA FEA Ret | SPA SPR 16 | BHR FEA Ret | BHR SPR 14 | 35   | 10. místo |
| 2006 | Super Nova Racing | VAL FEA 6 | VAL SPR 5 | IMO FEA 1 | IMO SPR Ret | NÜR FEA Ret | NÜR SPR 16 | CAT FEA Ret | CAT SPR 17 | MON FEA Ret | SIL FEA Ret | SIL SPR 15 | MAG FEA Ret | MAG SPR Ret | HOC FEA 1  | HOC SPR 6 | HUN FEA Ret | HUN SPR 8 | IST FEA Ret | IST SPR 15 | MNZ FEA Ret | MNZ SPR 9  |             |            | 33   | 7. místo  |